# لينوس غيشتر
لينوس غيشتر (مواليد 27 فبراير 2004) هو لاعب كرة قدم ألماني يلعب في مركز الدفاع في نادي هرتا برلين.

## وصلات خارجية
- لينوس غيشتر على موقع الاتحاد الأوربي (الإنجليزية)
- لينوس غيشتر على موقع قاعدة بيانات كرة القدم.إي يو (الإنجليزية)
- لينوس غيشتر على موقع Soccerway.com (الإنجليزية)
- لينوس غيشتر على موقع عالم كرة القدم.نت (الإنجليزية)